# Хербарт VIII Турјашки
Хербарт VIII Ауерсперг Турјашки је био немачки кнез који је имао своје поседе и у данашној Словенији, међу којима је најпознатији био град Турјак - по коме је био и назван - и заповедник Хрватске војне крајине. Рођак Андрије Ауерсперга Турјашког.

## Каријера
У војну службу ступио је 1546. године, 1548. постао је капетан, а 1556. заповедник Сењске капетаније и заменик Ивана Ленковића, врховног капетана Хрватске и Славонске војне крајине. Од 1566. био је земаљски капетан (гувернер) Крањске, а од 1569. самостални командант Хрватске војне крајине. Учествовао је у бројним борбама с Турцима. За време опсаде Сигета 1566. вршио је са баном Петром Ердедијем успешне диверзије код Новиграда, Костајнице и у Пожешком санџаку.

### Смрт
Погинуо у бици са Османлијама 22. септембра 1575. у боју код Будачког, када је са мањом личном гардом хтео да разбије турски одред. Његова глава је одсечена и однета султану у Истанбул. Главу (и живот његовог сина Енгелберта који је заробљен у бици код Будачког) је родбина Ауерсперга откупила за велику своту, са којом је Ферхат-паша Соколовић подигао бањалучку џамију Ферхадију.